# نيلسون هاردينغ
نيلسون هاردينغ (بالإنجليزية: Nelson Harding)‏ هو رسام كارتون وصحفي أمريكي، ولد في 31 أكتوبر 1879 في نيويورك في الولايات المتحدة، وتوفي في 30 ديسمبر 1944.